# Paramischocyttarus
Paramischocyttarus (лат.) — род одиночных ос (Eumeninae).

## Описание
От близких родов ос отличается следующими признаками: тергит II более чем в пять раз в дорсальном виде длиннее ширины. Средние голени с двумя шпорами. Тергит I более узкий, чем тергит II, в дорсальном виде. Переднее крыло с первой и второй возвратными жилками, исходящими в субмаргинальной ячейке II.

## Классификация
В мировой фауне известно 5 видов, в Палеарктике и Афротропике.
- Paramischocyttarus buyssoni (Gribodo, 1896)
- Paramischocyttarus guichardi Giordani Soika, 1987
- Paramischocyttarus lacuum Stadelmann, 1898
- Paramischocyttarus madagassus Gusenleitner, 1998 — Мадагаскар[5][6][7]
- Paramischocyttarus subtilis Magretti, 1884